# 表現の自由戦士
表現の自由戦士（ひょうげんのじゆうせんし、Freedom of expression warriors）とは、表現の自由を守ることに情熱を燃やすと自称する反表現規制論者を指すソーシャル・ジャスティス・ウォリアー（社会正義戦士）に由来するインターネットスラングである。青識亜論のように反フェミニズムの立場から自称する場合もあるが、基本的には蔑称または自虐的に用いられる表現である。類似の概念に、表現規制反対派ムラというものがある。「表自系」、「表自界隈」と呼ばれることもある。

## 概要
表現の自由戦士はオタクの一部とされることもあり、漫画やイラストの性的表現、ポルノグラフィなどの絡んだ問題における表現規制に対抗している。憲法学者の志田陽子は、性的なコンテンツを擁護する人々が「表現の自由戦士」と呼ばれるようになったと指摘している。そのため、フェミニスト、多様性や進歩主義に賛同する者としばしば対立する。
表現の自由戦士の主張する「表現の自由」について、「ズリネタの自由」と呼ばれることもある。ただし、本来「表現の自由」の対象は広範におよぶため、慰安婦問題などのより政治的かつ女性差別問題の絡んだテーマに対して冷笑的な主張がなされることもある。
表現の自由戦士は日本国憲法第21条を支持していると標榜しており、表現の自由原理主義と呼ばれることもある。また、匿名で活動している場合もある。
表現の自由戦士に批判的な立場の人間は、表現の自由戦士は漫画やアニメなどの表現の自由ばかりを主張し、リベラル・左派の重視する女性差別の撤廃や子どもの権利の保護について反発する傾向があると主張しており、ダブルスタンダードであると非難している。そのため、表現の自由戦士はしばしばネット右翼と同一視されている。その一方、表現の自由戦士とされる側は、リベラル・左派こそ自分たちの政治的な表現の自由を主張しながら漫画やアニメの表現の自由を重視せず、むしろ排撃しているとしばしば非難している。そのため、表現の自由をめぐる論争はお前だって論法の応酬になる傾向がある。
表現の自由を掲げる山田太郎や赤松健が参議院議員選挙で自由民主党から出馬して、50万票以上の票を集めて当選したことなどから、表現の自由戦士は自民党支持とされる場合が多いが、立憲民主党に所属している人物に対する罵倒として「表現の自由戦士」と言う言葉が用いられるケースもある。
「表現の自由戦士はエロしか守らない」という主張に対しては、実態からかけ離れたレッテル貼りであると非難するもの、エロだと指弾されること自体を侮辱と受け取るもの、「性的表現の規制を容認すると、やがて政治的表現の規制も行われることになる（ドミノ理論）」などの反論が存在する。なお、「思想統制はエロ、グロ、ナンセンスから始まる」という主張は、既に2009年の時点で保坂展人(当時社会民主党衆議院議員、のち世田谷区長)によってなされており、この主張を論拠に表現の自由戦士は自らを炭鉱のカナリア#人間との関係に準えている。
ホワイトハンズ代表理事の坂爪真吾は、「表現規制」と「表現の自由」はともに正義であるとしつつ、2つの正義のぶつかり合いの中で憎悪が強まっていき、論争自体が自己目的化していくと指摘した。その結果、火のない所に煙を立てる、レッテル貼りを行う、敵対するアカウントを大量フォローして不快な情報をあえて積極的に検索する、といったことが行われるようになると考察している。
ネット上で揶揄されているようなフェミニスト像に適合するようなツイートを行うなりすましや釣りアカウントが存在することが後藤和智によって指摘されている他、青識亜論がフェミニストになりすましたTwitterアカウントを運用していたことも発覚している。
ネット上において、表現の自由をめぐる論争はしばしば炎上を引き起こす。その中で、表現の自由戦士はSNS上で女性差別的な表現を批判した女性に対して、嘲笑的なラベリングを用いることがある。また、女性の言論を取り締まるネット自警団として、多種多様な詭弁を用いることがある他、組織的な人身攻撃を行い、更にその成果と手法をネット上で共有することがある。
政治学者の中野晃一は、表現の自由戦士は公共空間における表現の自由を重視していると述べているが、これは公共空間の表現の自由を一歩譲ると、そこからますます漫画やイラストの発表の場が狭められていき、最終的にそのような場が失われるという考えが背景にあるとされる。
メディア研究者の伊藤昌亮は、ネット上の安倍政権の「岩盤支持層」となったネット右派の3つの潮流の1つとして、「オタク・リバタリアン」を挙げている。伊藤は「オタク・リバタリアン」の特徴として、オタクのための表現の自由を重視し、「女性差別的な表現をする「自由」を求め、自分たちの表現の幅を狭めるポリティカル・コレクトネス（ポリコレ）の動きに反発している。」としている。表現の自由戦士は文化戦争の一部として論じられている。

## 表現規制をめぐる歴史的経緯
1989年に東京・埼玉連続幼女誘拐殺人事件の容疑者として宮﨑勤が逮捕されると、宮崎がおたくと報じられたことからおたくに対する強い偏見が生じ、また、アニメ・漫画・ゲームなどが青少年に悪影響を及ぼすとする風潮が高まり、1990年代前半にかけて有害コミック騒動などのような一連の表現規制運動が巻き起こった。
宮崎勤逮捕の翌年である1990年の時点でコミックマーケット準備会代表の米澤嘉博により、コミケ参加者がマスコミに対する猜疑心を抱いていることについて言及されるなど、一連のオタクバッシングの影響で、反マスコミ感情が広まることとなった。少年犯罪や子供が被害者となった事件をおたくと結び付ける報道は2000年代以降も続き、このことがおたく、ひいては今日の「表現の自由戦士」の被迫害意識につながっていくことになる。
なお、2ちゃんねるにおける『ゴーマニズム宣言』や嫌韓をめぐる議論の影響などで、おたくはネット右翼であるとするレッテル貼りは、2000年代前半には既に存在していた。性的対象化などラディカル・フェミニズムに基づく表現規制論も古くから存在しており、2000年代には既に反表現規制の観点からの反フェミニズム言説もネット上にあふれていた。
2000年代から民主党政権崩壊以前にかけては、当初の条例案にあった「非実在青少年」という文言が話題になったことでも知られる、2010年の東京都青少年健全育成条例改正問題当時の経緯もあり、リベラル・左派寄りの態度を示す表現規制反対派が多かった。一部の行動する保守系団体も青少年健全育成条例改正反対運動を行ったものの、ほとんどの保守・右派の論客にはこれらの表現規制に反対する主張は無視されてきた。当時の東京都知事、石原慎太郎は萌え系を敵視していたと論じられている。
条例改正案成立直後、保守系チャンネルである日本文化チャンネル桜の水島総は、放送内で反対派について「ポルノ漫画を描いて金儲けする自由を求めているだけ」と主張したが、2010年代後半以降はリベラル・左派から類似した主張が唱えられるようになっている。
その後、第2次安倍政権以降は自由民主党が表現規制反対派を取り込む動きを見せるようになり、参議院議員選挙において、表現規制反対を唱えて自民党から立候補した山田太郎や赤松健が50万票を超える票を集めて当選した。ライターの遠藤結万は、山田太郎の支持者の多くは、「オタク」を社会から疎外されポリコレによって抑圧されたアイデンティティだと捉えているのだという見解を示している。
自民党の候補者が大量の票を集めた状況は、リベラル・左派の間で表現規制反対派に対する反感を強まる契機となった。漫画家の山本直樹は、表現の自由を叫ぶたちが自民党を支持するようになった状況を「表現の自由を狭めようとしている自民党にすり寄るんだ～」と揶揄している。
また、東京都青少年健全育成条例改正問題の時には一貫して反対寄りの姿勢だった日本共産党が、第49回衆議院議員総選挙時に「非実在児童ポルノ」という文言を使い、一定の規制に前向きな内容の公約を公開するなど、以前反対寄りの立場であったリベラル・左派の間でも表現規制問題に対する態度の変節が見られるようになっていった。
志田陽子はかつて「表現の自由」を訴えるのは漫画家や出版関係者などの表現者だったものが、SNSによって直接利害関係のない人たちの声が目立つようになったと指摘した。さらに、刑法175条をめぐる議論を引き合いに出したうえで、「規制に対して、法律家や、人権や自由を重視する立場の市民が問題視する動きもありました。しかし今は、人権への理解がある人が、逆に表現を規制する側になってきている。」と表現規制に対する市民の考えの変化について言及している。
評論家・千代田区議会議員の白川司は、仁藤夢乃による温泉むすめへの批判などを引き合いに出し、「石原慎太郎という共通の敵がいたときに萌え系の擁護をした左派が、フェミニズムからの批判によって、萌え系が次なる「敵」に転換した。」と論じている。なお、仁藤による温泉むすめへの批判は、一連のColabo問題が発生する契機となり、一部の暴徒化した者による活動妨害や誹謗中傷の口実とされた。
なお、アメリカ合衆国におけるゲーマーゲート集団嫌がらせ事件の参加者も、自分をリベラルだと考えリベラル志向が強かった者が多かったとされているが、事件後にオルタナ右翼へ流れた人が相当数いたとされており、事件がゲームに関心の無かった宗教右派や保守派によるアストロターフィングであり、反ジェンダー運動のために利用されたとの見方が存在している。

## 由来
駒澤大学教授でゲーム情報学や人文社会情報学を専門とする経営学者の山口浩によると、表現の自由戦士という用語は、ソーシャル・ジャスティス・ウォリアー（社会正義戦士）に由来するインターネットスラングである。女性嫌悪的なオンラインハラスメント運動であるゲーマーゲート集団嫌がらせ事件において、ゲーム表現中の女性差別を取り上げる人々を、規制に反発する人（ゲーマーゲーター）が「社会正義戦士」と呼んだ。山口は、その逆に「マンガやアニメにおける女性に対する性的な「まなざし」を批判する人々が、それに対して表現の自由を重んじる立場から反論する人々を「表現の自由戦士」などと揶揄する表現に使われている」と説明している。

## 論争
表現の自由戦士とされる者たちが関わった論争としては、例えば以下の事例が指摘されている。

### 「表現の不自由展・その後」での論争
あいちトリエンナーレ2019において、企画されていた特別展「表現の不自由展・その後」が行政の介入によって中止になった。このとき、表現の自由戦士たちは主催者であるトリエンナーレを批判した。これについて赤木智弘は、権力者による表現への介入こそ強く否定するべきだったとし、「彼ら自身の見事な活躍により、表現の自由を失ってしまった」と指摘した。
他の表現の自由戦士系の論者は、「表現の不自由展」と「萌え絵」の表現の自由は同じ次元で扱われるべきと述べている。

### 千葉県警の戸定梨香起用動画での論争
2021年7月、千葉県警が交通安全啓発の動画においてバーチャルYouTuberの戸定梨香を起用した。この動画は2021年9月に削除されたが、その背景の1つに全国フェミニスト議員連盟による抗議があったとされる。動画の削除を受け、表現の自由戦士を名乗る大田区議会議員の荻野稔、ネット論客の青識亜論、旧統一教会系の日刊紙である『ワシントン・タイムズ』紙の日本版『ワシントン・タイムズ・ジャパン』のエグゼクティブ・ディレクターである渡瀬裕哉らがChange.orgで同議連に抗議する署名を募集するなど、公的機関の広報のあり方や表現の自由をめぐる議論が交わされた。

### 梅田ロフト「PLAYROOM」での論争
2021年11月に大阪市の梅田ロフトにおいて、イラストレーターrurudoの個展「PLAYROOM」が開催された。その中には露出の多い展示物も含まれており、それらがゾーニングされずに一般客の目につきやすい場所に配置されていたため、この展示は批判された。このとき、表現の自由戦士たちは芸術作品だから問題ないと主張した。最終的に、梅田ロフトはただちに展示方法を見直し、Twitter上で謝罪した。

### 水着撮影会中止騒動
2023年6月、日本共産党埼玉県議会議員団が、出演者の中に中学生モデルなど未成年も含まれていることを問題視し、撮影会の中止を求めたことが、「表現の自由戦士」による論争が盛り上がる契機の一つとなった。

### ブラジルでの論争
ブラジル労働党のロベルト・ジェフェルソンは、ネット上での過激な言動により一部の極右派から「表現の自由の戦士」として支持されている。ジェフェルソンはメンサロン事件で2012年から12年間の実刑判決を受けて自宅軟禁されていたが、2022年に刑務所での刑執行に切り替えられた際に、マシンガンや手榴弾で警官2名を負傷させたことで波紋を呼んだ。

## 評価・意見
- フリーライターの赤木智弘は、表現の自由戦士は合意の過程を無視した過剰な反発をしており、歴史修正主義者と同様にご都合主義的な表現の自由を振りかざしているとし、しかし彼らは「『自分たちは表現の自由を守っている』と勘違いしている」と論じている[10]。また、その本質は「ズリネタの自由」を守ることではなく、権力の無遠慮な行使を追認する誤った公平性にあると論じている[10]。
- 日本文化史研究家のパオロ・マッツァリーノは、表現の自由は大切であるとしつつ、だからこそ気安く振りかざすべきではないと指摘している[29]。
- ルポライターの昼間たかしは、「ツイフェミ」や「表現の自由戦士」といった用語はネット上、特にTwitter上でしか見られないレッテルであるとしている[30]。
- 映画ライターの高橋ヨシキは、表現の規制に反対し、表現の自由を主張する者のことを「表現の自由戦士」と呼んでいる[31]。
- 国民民主党代表の玉木雄一郎は、コスプレ、アニメ、ゲームは日本の文化だとして「表現の自由を守る戦士として戦う」と述べている[32]。
- 英文学者の河野真太郎は、表現の自由戦士は萌え絵を楽しむことは個人的なことであり、それを批判するフェミニストは自由への侵害を行っているという信念を持っていると述べている[17]。
- コラムニストの更科修一郎は、表現の自由戦士は萌え漫画家を族議員として送り込んだと主張した[33]。
- 杉田俊介は、ポリティカル・コレクトネスを排除して、人間としての正直な本心を語るべきだという空気が表現の自由戦士の背景にあると述べている[34]。
- 五野井郁夫は、表現の自由戦士は「女性差別的な表現を守ろうとする」としている[35]。
- 橘玲は、「言論の自由絶対主義者」を自称し、SJWと対立するイーロン・マスクは、表現の自由戦士とよく似ていると指摘した[11]。
- 社会学者の伊藤昌亮は、本田透が『電波男』で論じた「恋愛資本主義社会」に基づく「萌え絵のイデオロギー」が表現の自由戦士とフェミニストとの間の争いに繋がっていると論じている。伊藤によると、フェミニストは萌え絵を「性的」と主張する一方で、オタクにとって萌え絵は「性的」どころかむしろ「性的」でない世界を目指している、現実世界における生々しい性交によって汚れていない（醜悪な「恋愛資本主義社会」に属さない）、プラトニックな神々しい存在であると指摘した。オタクはそのような存在を外部から「性的」とのレッテルを貼られること自体に強い屈辱感と反発心を抱き、彼らの「聖地」を守るためにある種のピューリタニズム的な精神から「表現の自由戦士」として戦いに赴くと論じた。伊藤によると、このような両者の根本的な認識の違いによって延々と噛み合わない議論が重ねられている[36]。

## 関連人物

### 「表現の自由戦士」とされる著名人
- 山田太郎 - 自由民主党参議院議員。山田が第25回参議院議員通常選挙で約54万票を獲得したことでオタクの市民権が広く認知された一方、「表現の自由戦士」のインターネット上での振る舞いに対する批判が盛り上がる契機となった。
- 赤松健 - 漫画家、自由民主党参議院議員。
- 青識亜論 - 表現の自由を重視して反フェミニズムの立場で活動するネット論客。フェミニストになりすましオタクのルサンチマンを煽る発言を行う一方で、自身のXアカウントでツイフェミを批判していた。
- 荻野稔 - 東京都議会議員。「オタギイン」としても知られる。
- 山口貴士 - 弁護士。NGO-AMI元理事
- 栗下善行 - 立憲民主党元東京都議会議員。民主党都議時代の2010年には東京都青少年健全育成条例改正反対派の議員の1人として知られた。第25回参議院議員通常選挙に立候補するも落選。
- 日下三蔵 - ミステリ・SF研究家、アンソロジスト、フリー編集者。

### その他の関連著名人
- 石原慎太郎 - 『太陽の季節』の著者。『太陽の季節』など、石原が原作を手掛けた太陽族映画が、1950年代に「俗悪映画」としてバッシングの対象となった。後に石原が東京都知事になった際、東京都青少年健全育成条例の改正を行い表現規制を推進した。
- 筒井康隆 - 『時をかける少女』などの著者。2017年4月7日に、慰安婦像問題に関して、「長嶺大使がまた韓国へ行く。慰安婦像を容認したことになってしまった。あの少女は可愛いから、皆で前まで行って射精し、ザーメンまみれにして来よう」という記述をブログで発信した。公式ツイッターにも同様の内容を発信したがその日のうちに削除されている。インターネットでは批判の声が上がったのに対し、SF作家・評論家を中心に擁護とトーンポリシングが行われた。また、韓国朝鮮日報日本語版は「衝撃的な妄言」と批判している。
- 百田尚樹 -政治活動家、放送作家、小説家。2024年11月8日に配信された自身のユーチューブ番組において、「小説家のSFと考えてください」と複数回前置きした上で、「女性は18歳から大学に行かさない」「25歳を超えて独身の場合は、生涯結婚できない法律にする」「30超えたら、子宮を摘出する、とか」などと発言した。百田は自身のX（旧ツイッター）のアカウントで「小説家として自由なネット番組で、SFの仮定として話したことまで責められるとなれば、もはや『表現の自由』はない」と主張していたが、過熱する批判に対し、同年11月9日「謝罪ポスト」を行った。
- ハインリヒ・ハイネ - ドイツの詩人。1823年の戯曲『アルマンゾル』において、「焚書は序章に過ぎない。本を焼く者は、やがて人間も焼くようになる。（Dort wo man Bücher verbrennt, verbrennt man auch am Ende Menschen.）」という警句を残した。そのハイネの著書もナチス・ドイツによって焚書の対象にされている。ハイネの警句は、表現の自由戦士がフェミニストやリベラルなどの批判的な言論を封殺するための精神的論拠となっている。